# South African Air Force Museum
Le South African Air Force Museum est l'institution patrimoniale de la Force aérienne sud-africaine. Fondée en 1973, elle gère trois musées de l'aviation.

## Swartkop
Le musée le plus important et le siège de l'institution se trouvent à Swartkop, dans l'enceinte d'une base aérienne, au sud de Pretoria. Parmi les appareils exposés, on trouve notamment des Mirage III, un Boeing 707 et un Douglas DC-4.

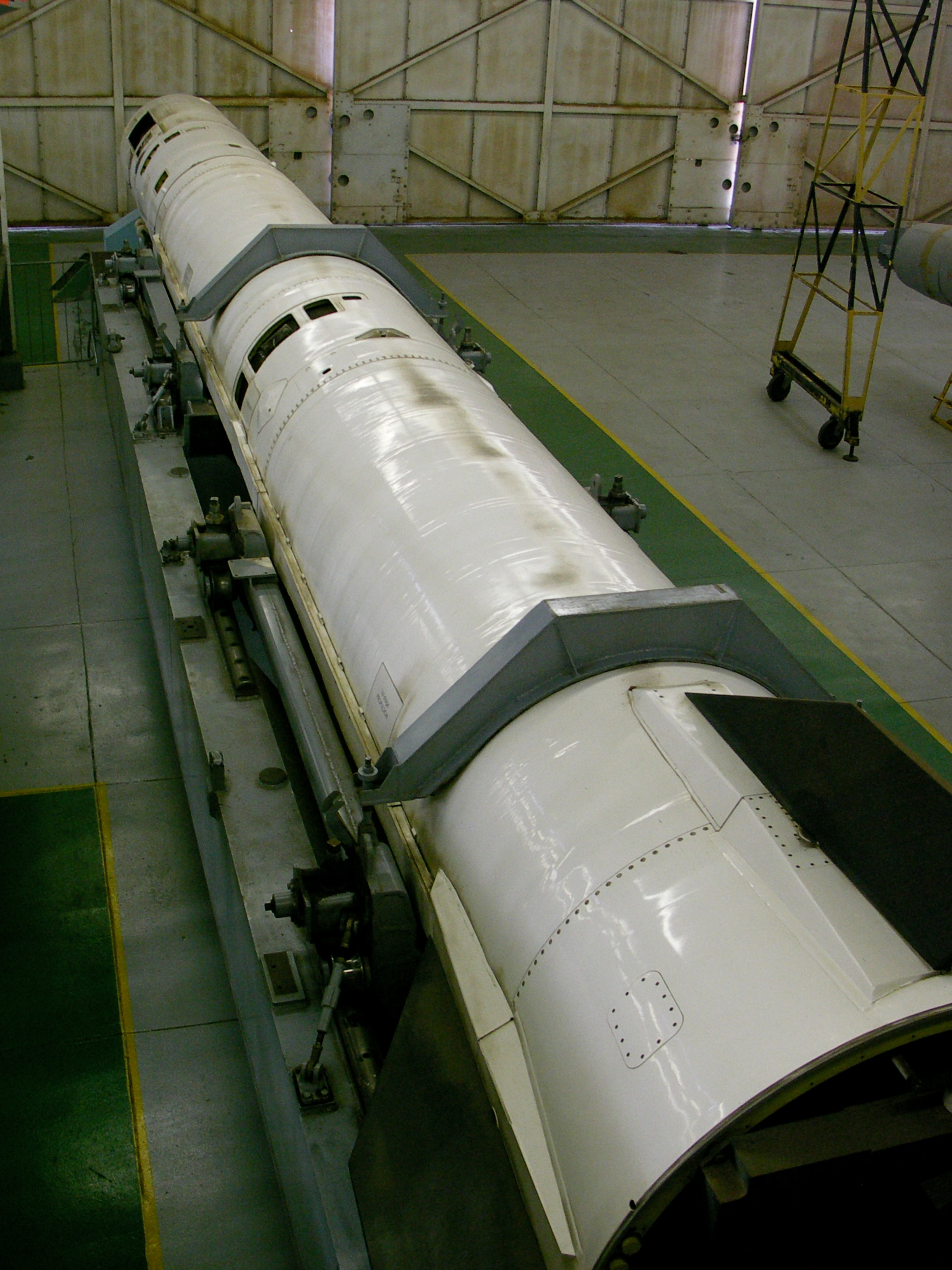
Lanceur spatial (projet abandonné)
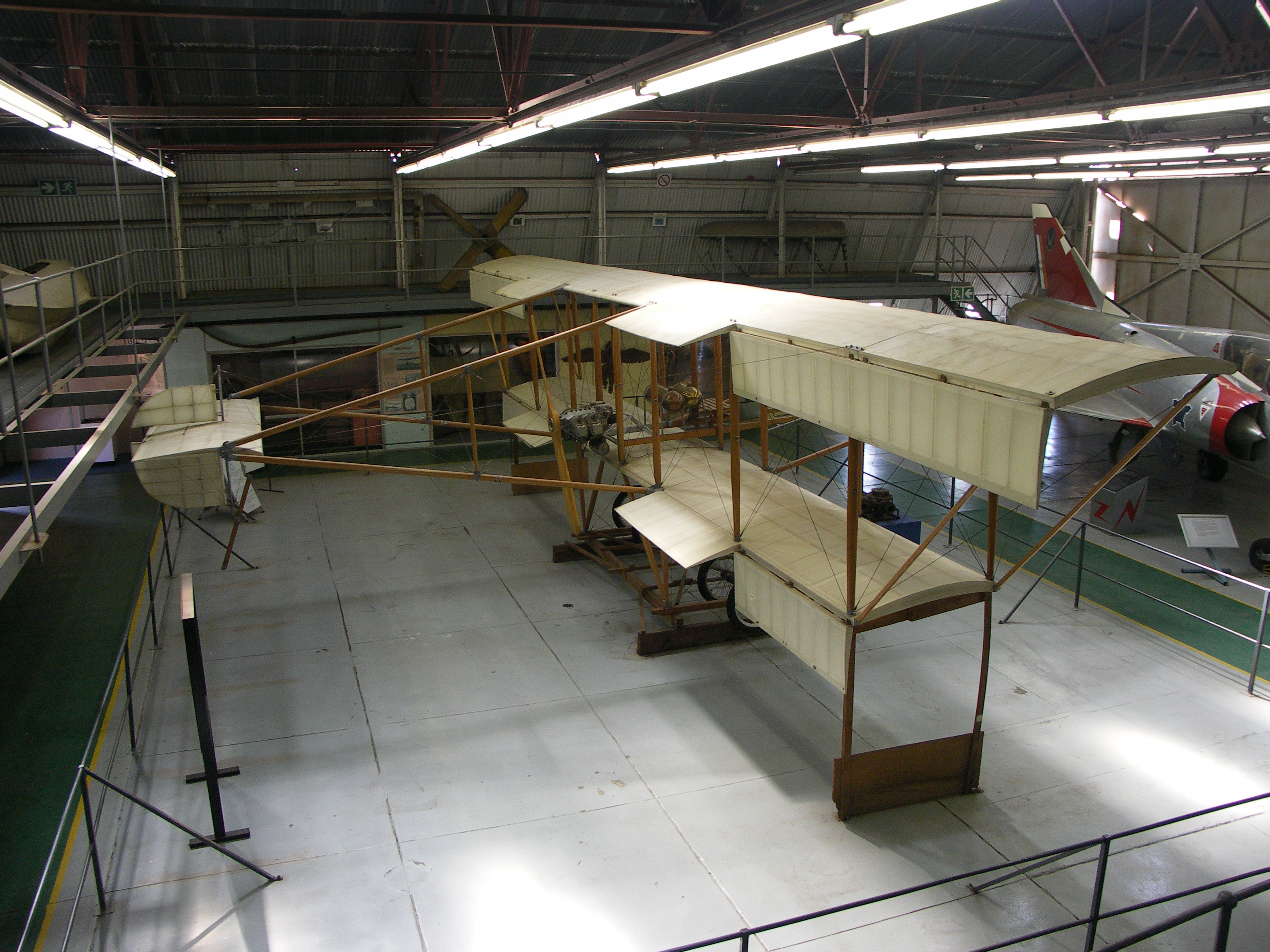
Patterson n°2 Biplane (répblique)
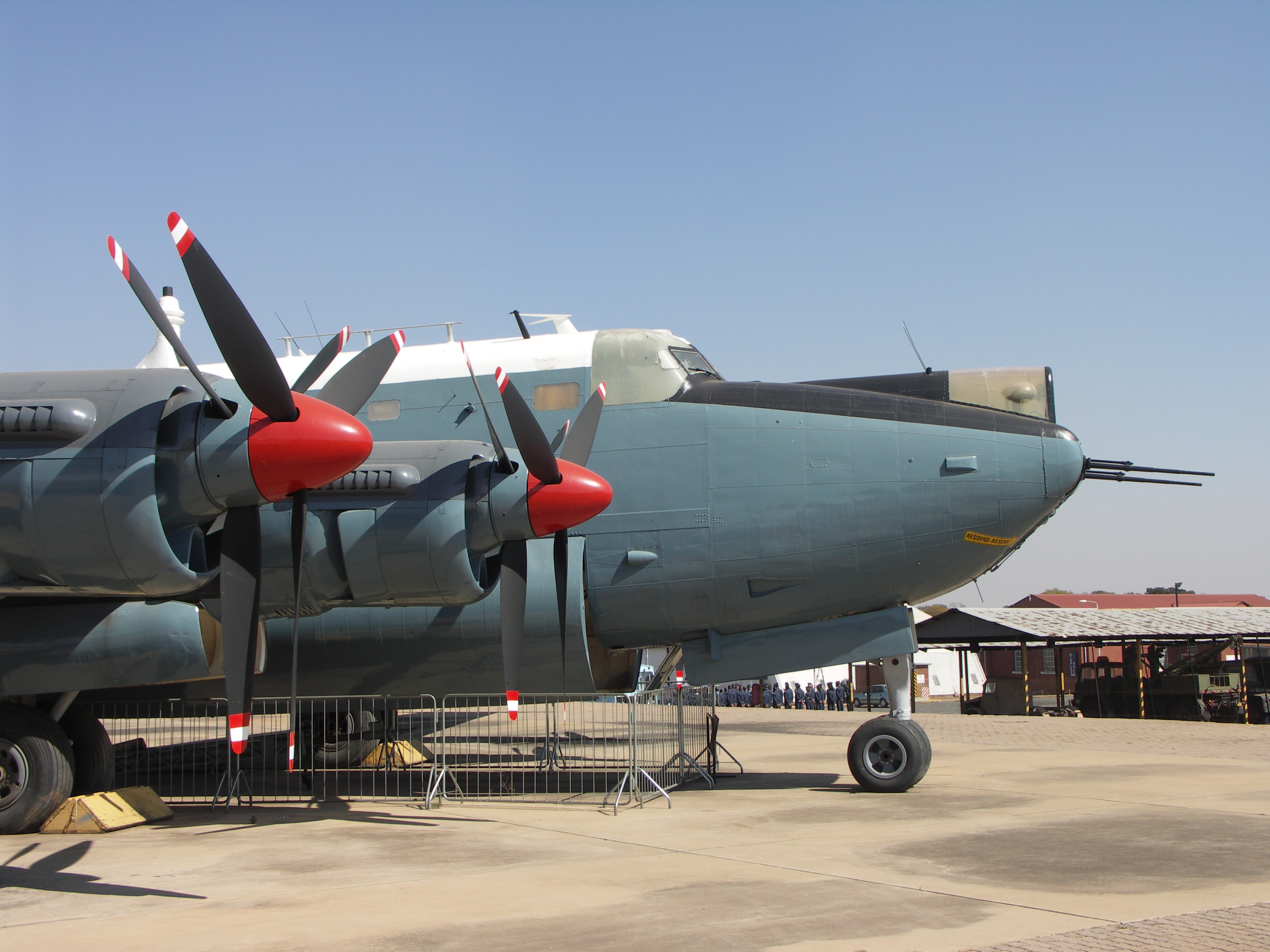
Avro Shackleton at Swartkop
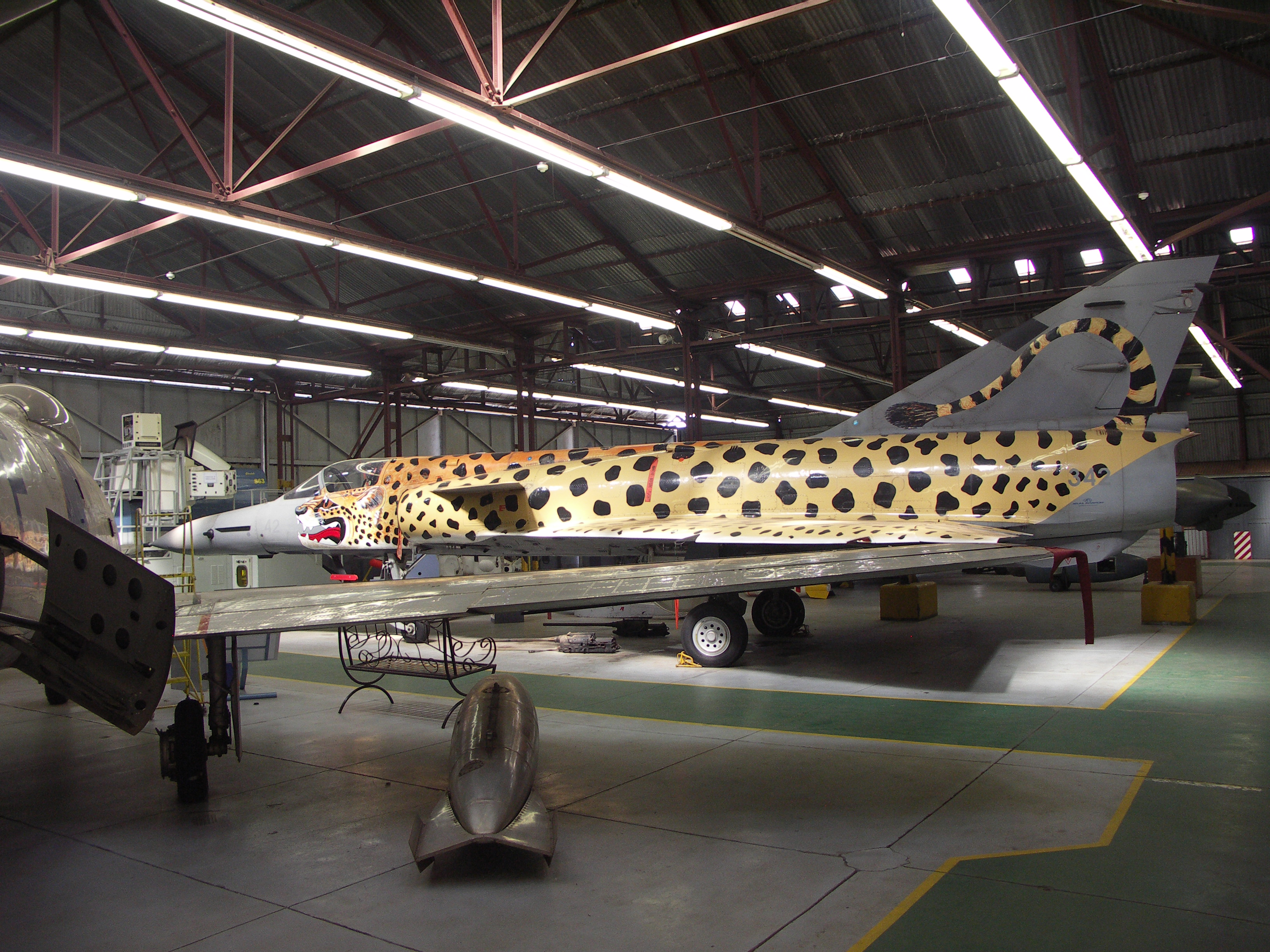
Cheetah C
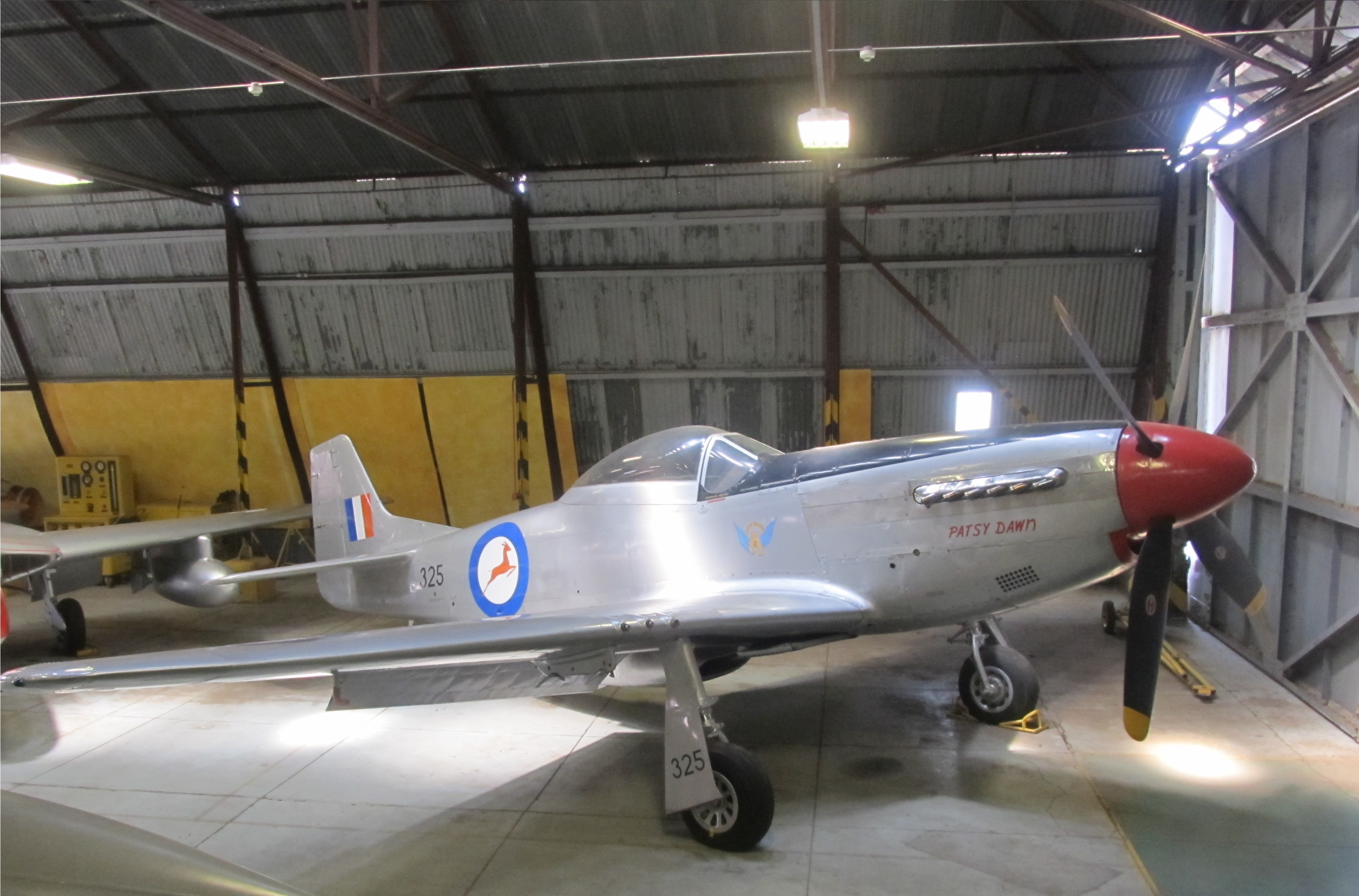
North American P-51 Mustang
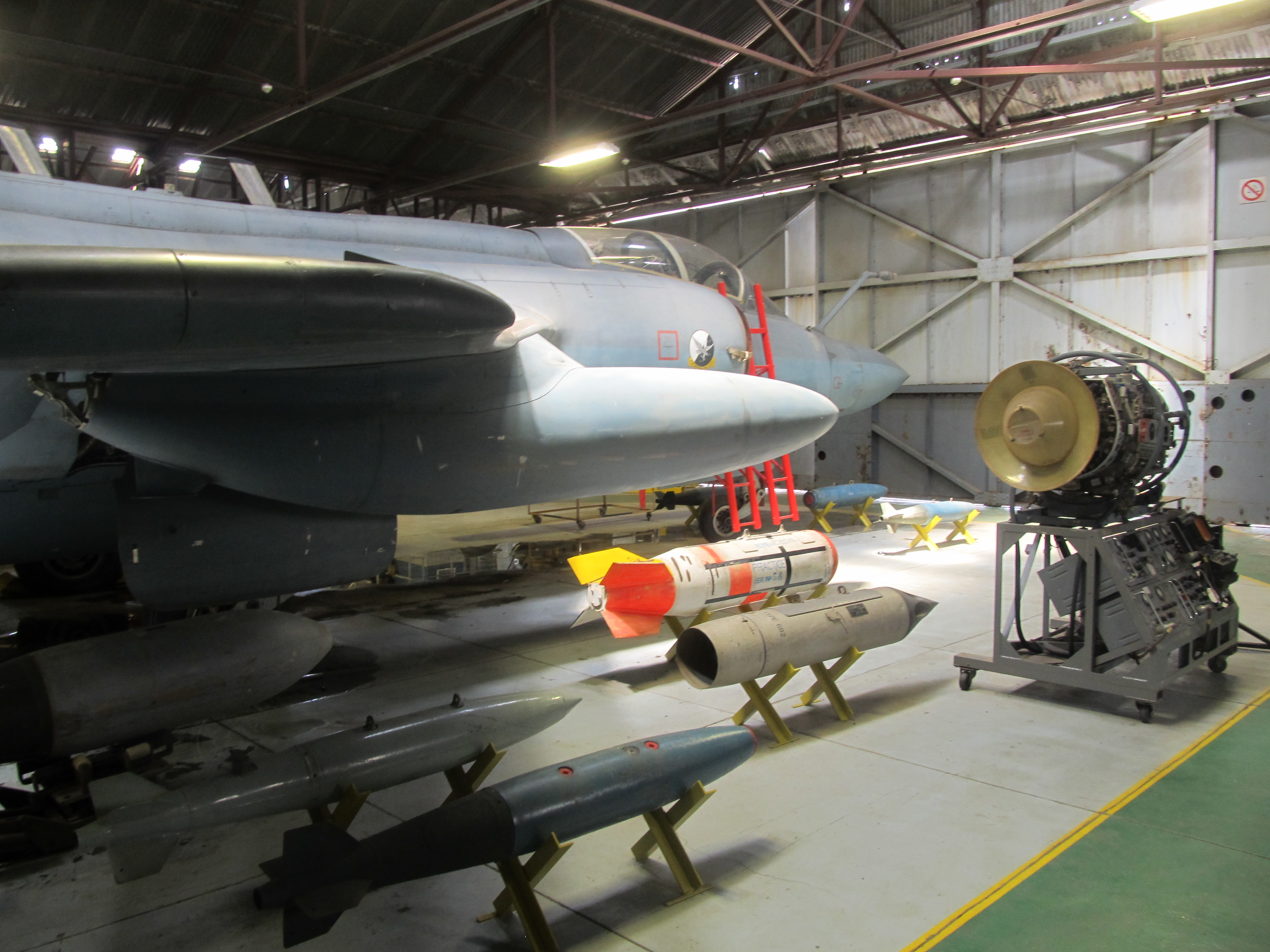
Blackburn Buccaneer
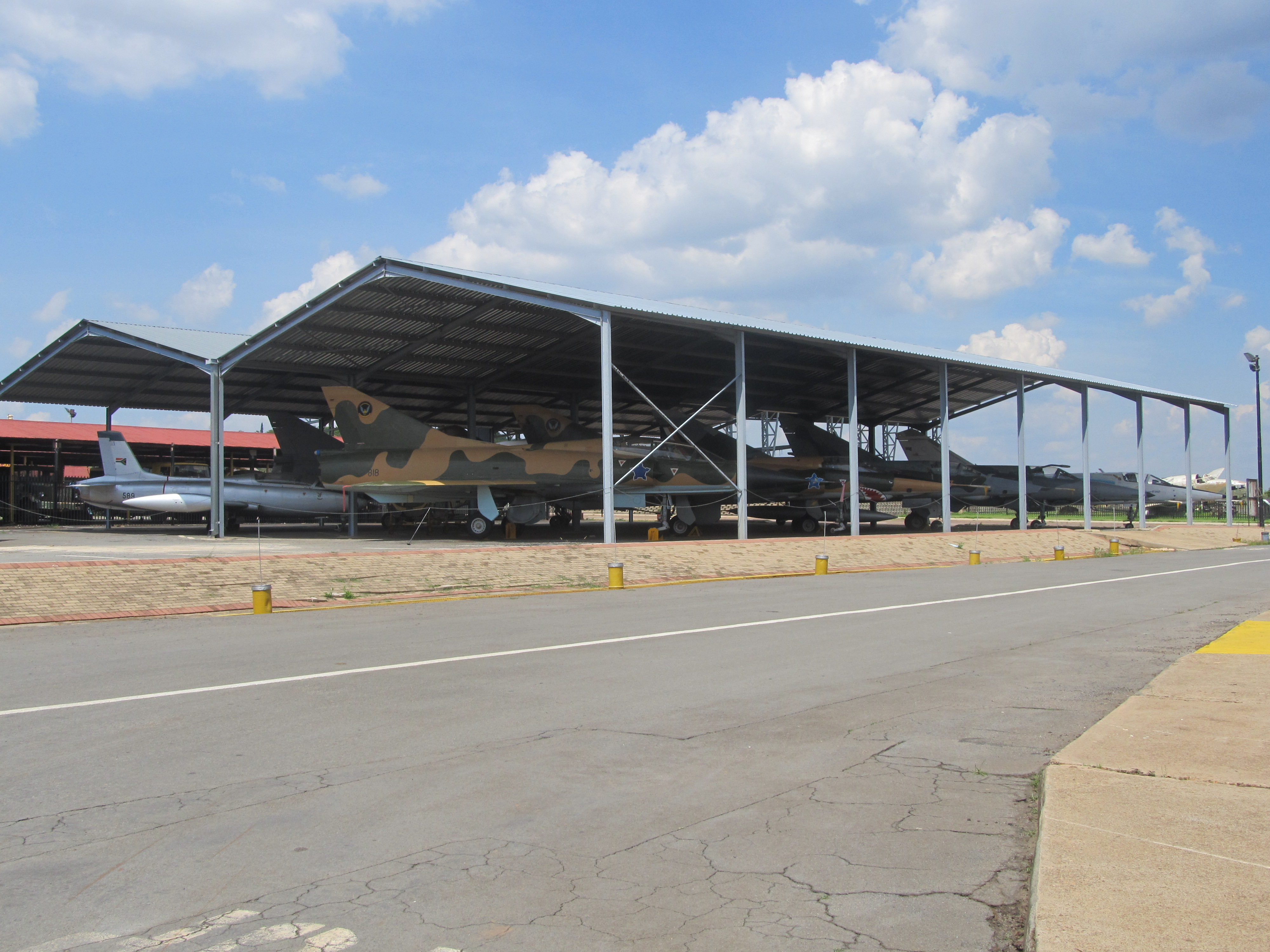
Mirage III

## AFB Ysterplaat
Ce site fait également partie d'une base aérienne, qui est située dans les limites de la ville du Cap.

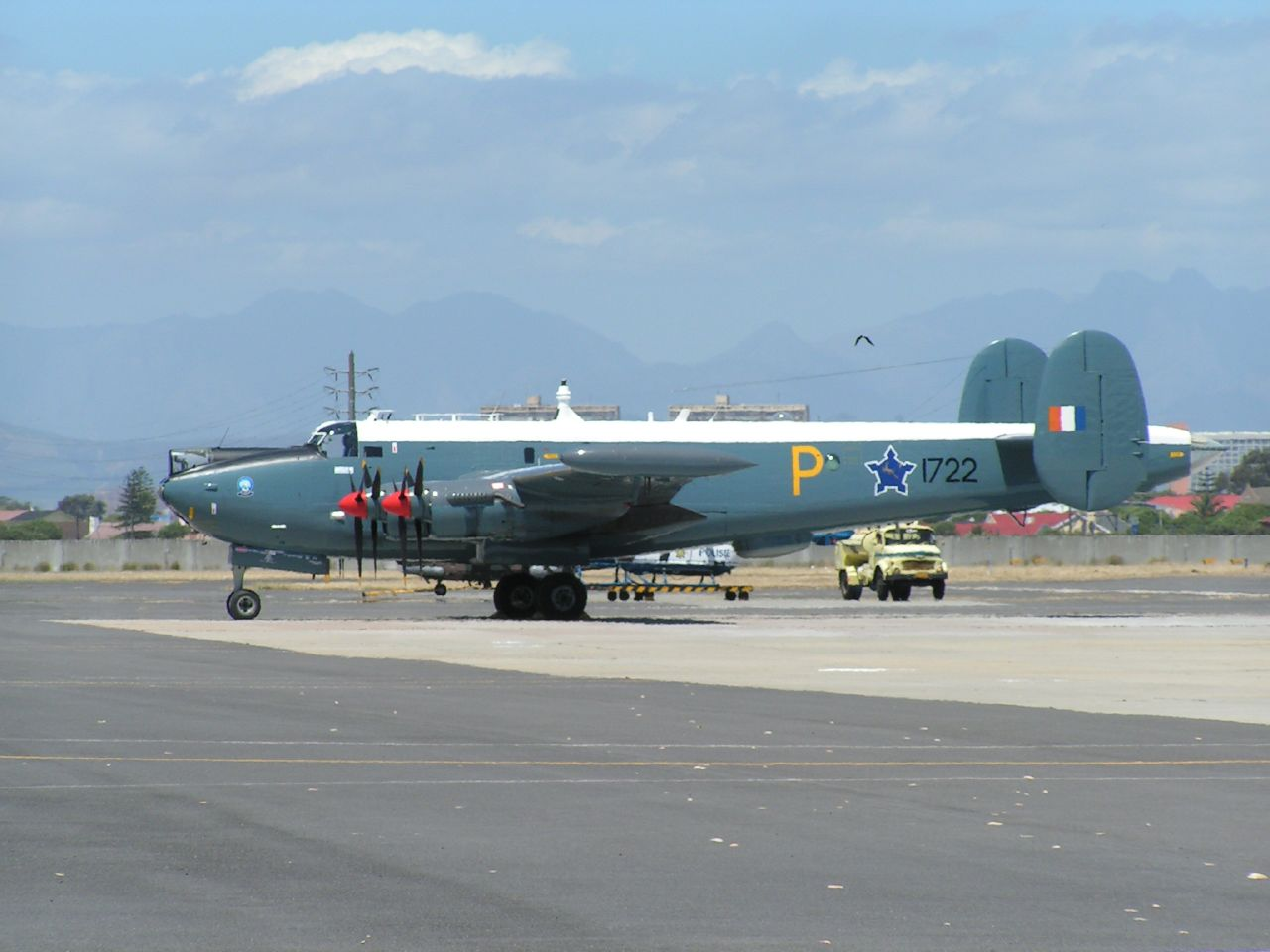
Shackleton 1722
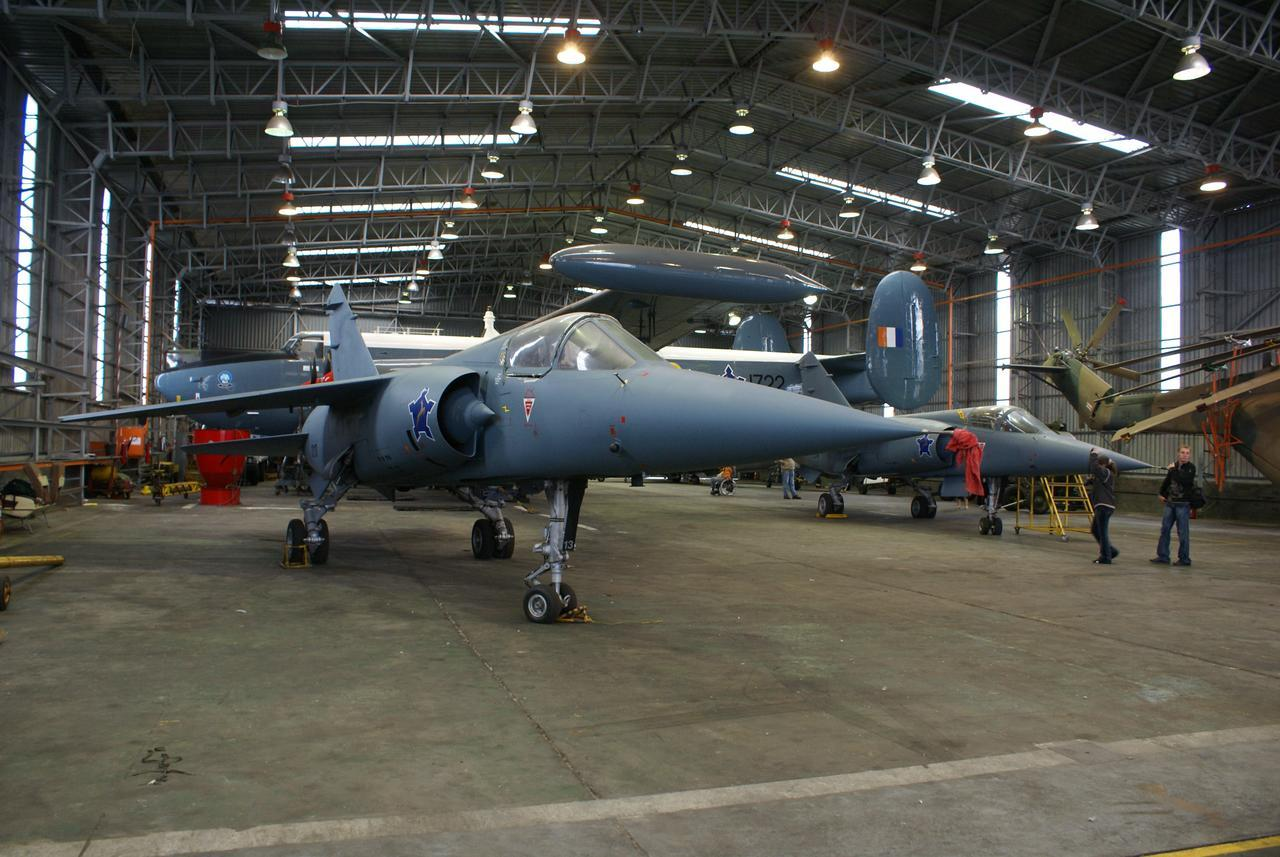
Mirage F1
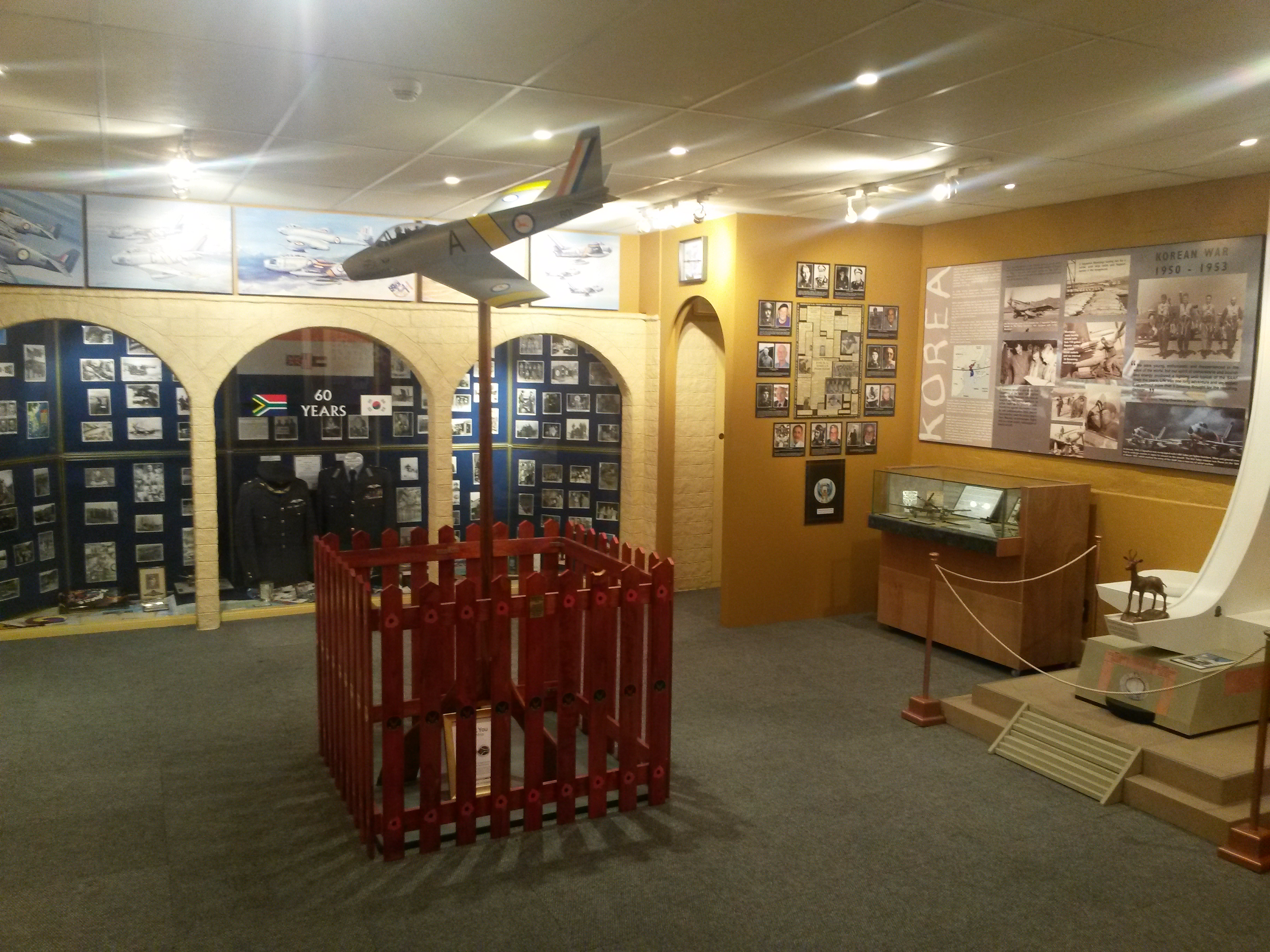
Vue générale.

## Port Elizabeth
Ce dernier site fait partie de l'Aéroport de Port Elizabeth.

## Crédit de traduction
- (en) Cet article est partiellement ou en totalité issu de l’article de Wikipédia en anglais intitulé « South African Air Force Museum » (voir la liste des auteurs).